# Ли Янь
Ли Янь (род. 17 сентября 1992 года) — китайский профессиональный снукерист.

## Карьера
Ли Янь ещё до начала своей профессиональной карьеры играл в турнирах мэйн-тура: он неоднократно получал уайлд-кард на «домашние» соревнования, такие как Шанхай Мастерс или China Open. На Шанхай Мастерс 2009 Ли Янь достиг 1/16 финала (в уайлд-кард раунде он победил Джерарда Грина со счётом 5:4, а затем проиграл Райану Дэю, 3:5).
В 2011 году китайский игрок стал одним из победителей 2-го этапа отборочного турнира Q School (по ходу турнира он обыграл Дэвида Грэя и Кирена Уилсона). Таким образом, Ли получил статус профессионала и перешёл в мэйн-тур на сезон 2011/12. 